# أوفو وأولوسيغا
أوفو وأولوسيغا جزيرتان من جزر مانوا في ساموا الأمريكية تقعا حوالي 115 كم شرق جزيرة توتويلا. تبلغ مساحة جزيرة أوفو 7,22 كم مربع وعدد السكان فيها 175 نسمة سنة 2010. وجزيرة أولوسيغا مساحاتها 5,16 كم مربع وعدد السكان فيها 172 نسمة سنة 2010.
هاتان الجزيرتان بركانيتان مرتبطتان بجسر مرجاني طبيعي يبلغ عرضه 137 مترًا والذي كان قبل السبعينيات لا يمكن تمريره إلا عند انخفاض المد. أعلى جبل هو جبل توموتومو (491 م) في أوفو، بينما في أولوسيغا، هو جبل بيومافوا (629 م).

وقع أحدث ثوران بركاني في عام 1866 على بعد 3 كم جنوب شرق أولوسيغا وتحتل حديقة أمريكان ساموا الوطنية مساحة بحرية على الساحل الجنوبي من جزيرة أوفو.

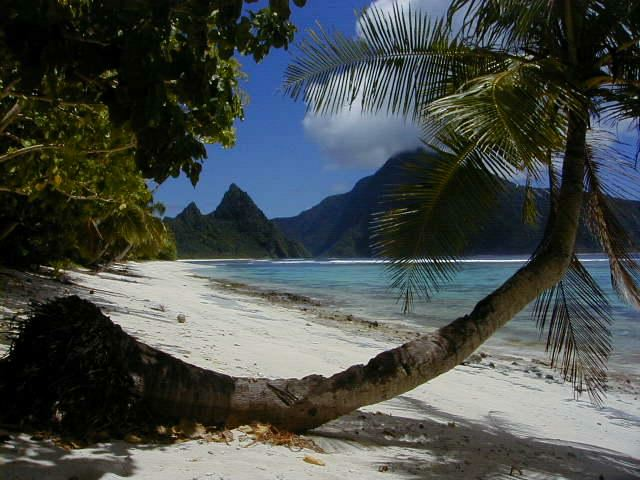

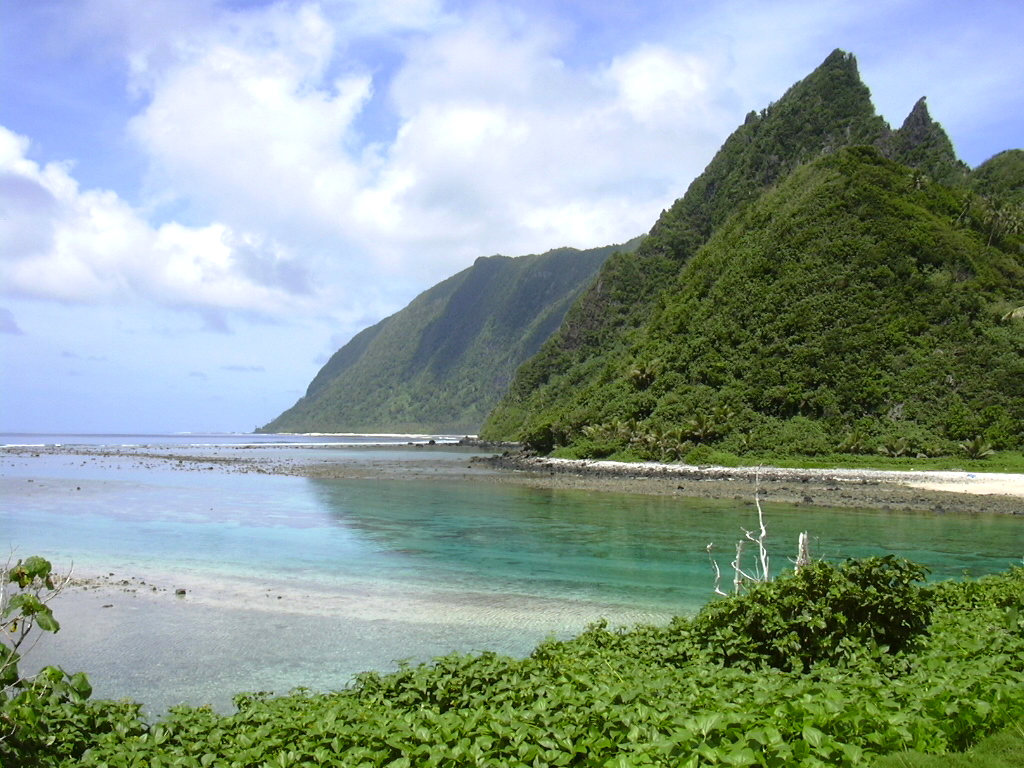
ينظر إلى الشاطئ الجنوبي لـ اوفو من اولوسيغا عبر المضيق الذي يفصل بينهما. تسمى القمة الحادة ، وهي مجمع السد المتآكل ، Sunu'itao.

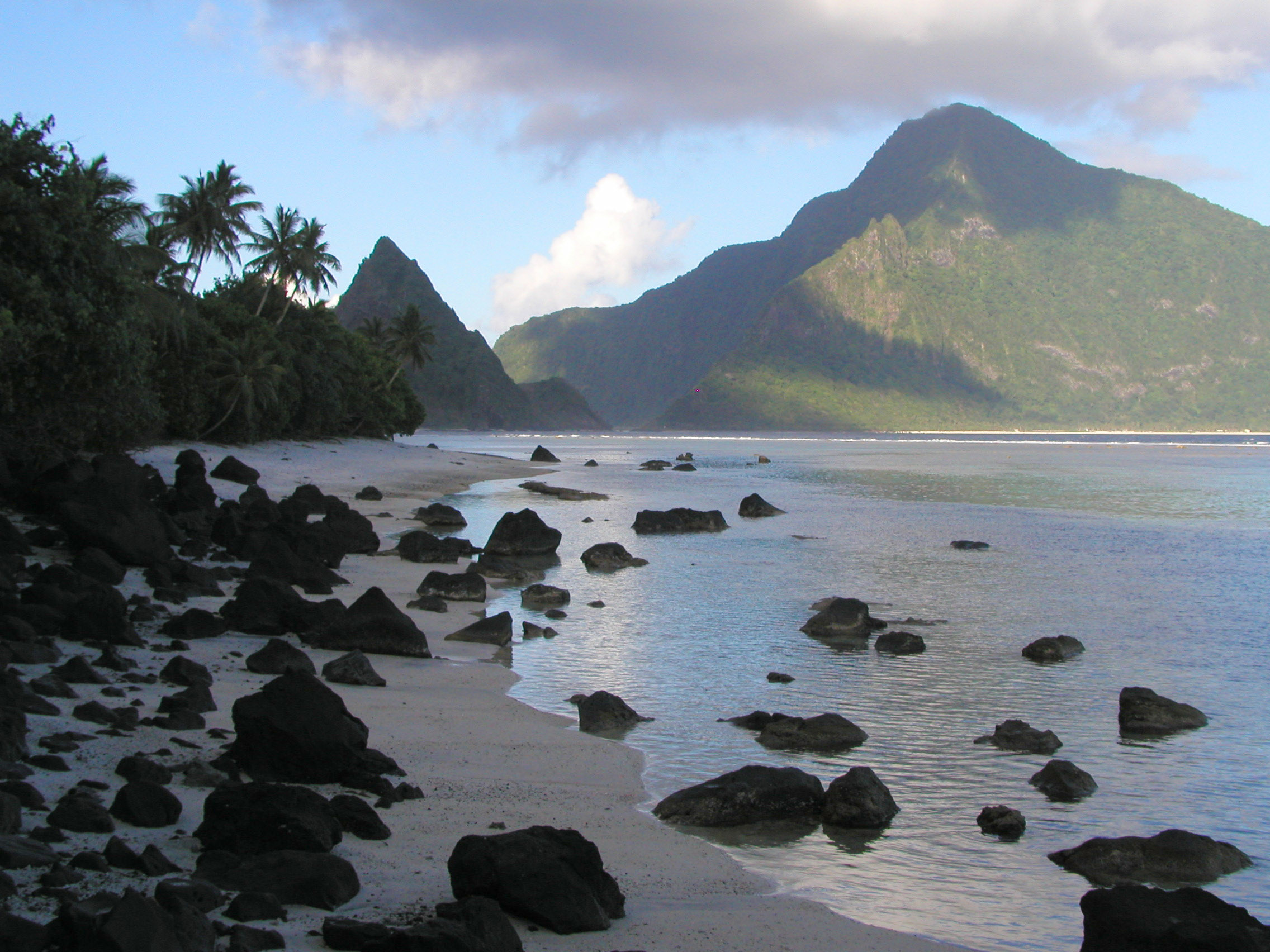

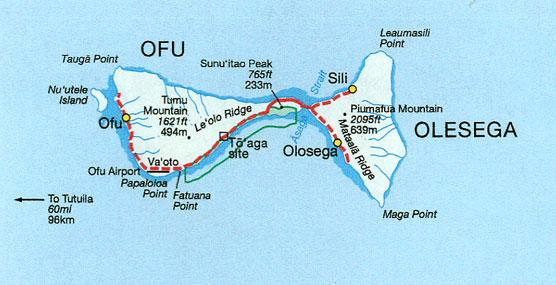
خريطة اوفو اولوسيغا

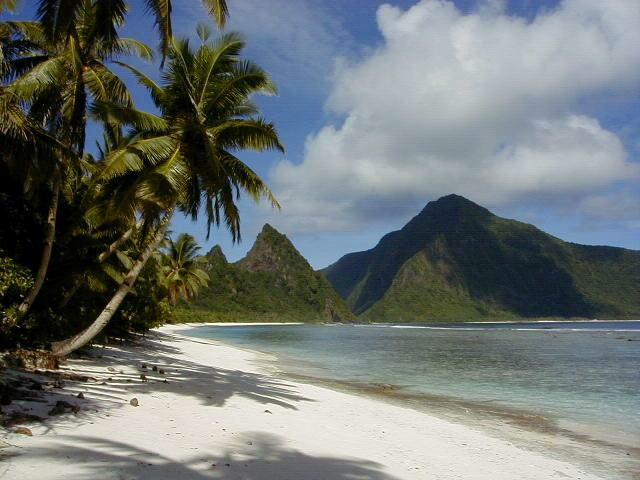